# Bo Ekelund
Bo Ekelund (Suecia, 26 de julio de 1894-1 de abril de 1973) fue un atleta sueco, especialista en la prueba de salto de altura en la que llegó a ser medallista de bronce olímpico en 1920.

## Carrera deportiva
En los JJ. OO. de Amberes 1920 ganó la medalla de bronce en el salto de altura, con un salto por encima de 1.90 metros, tras los estadounidenses Richmond Landon que batió el récord olímpico con un salto de 1.936 m, y Harold Muller (plata también con 1.90 m pero en menos intentos).